# Neptun in Triton
Neptun in Triton je zgodnja skulptura italijanskega umetnika Giana Lorenza Berninija. Hrani se v londonskem muzeju Viktorije in Alberta in je bila izdelana okoli 1622–1623. Izklesana je iz marmorja in je visoka 182,2 cm.

## Zgodovina
Marmorno skupino likov je prvotno naročil kardinal Alessandro Damascenti-Peretti Montalto leta 1620 in je bila izvedena od marca 1622 do februarja 1623, služila pa je kot vodnjak za okrasitev ribnika na vrtu njegove vile Peretti Montalto na griču Viminal v Rimu. Skupino so postavili v že obstoječi ovalni bazen (imenovan Peschiera ali Peschierone), ki ga je zasnoval Domenico Fontana v letih 1579–1581.
Kupil ga je Anglež Thomas Jenkins leta 1786, od katerega ga je pozneje istega leta kupil slikar Joshua Reynolds. Delo se je po umetnikovi biografiji Filippa Baldinuccija imenovalo »Neptun in Glauk«, vendar se na gravuri Domenica de' Rossija (1704) pojavlja kot »Nettvno, e Tritone« in tudi pozneje popravljeno v »Neptun« in Triton« po Reynoldsovih zapiskih.
Po Reynoldsovi smrti leta 1792 je bila prodana Charlesu Andersonu-Pelhamu, 1. baronu Yarboroughu, ki jo je hranil na vrtu svojega doma v Chelseaju v Londonu, Walpole House. Njegovi potomci so jo leta 1906 preselili v svojo podeželsko hišo, Brocklesby Park, Lincolnshire. Leta 1950 ga je od družine kupil muzej Victoria in Albert, čeprav se je pojavil na razstavi na Kraljevi akademiji v Londonu leta 1938.

## Literarna referenca
Prizor domnevno daje ohlapne aluzije na Neptuna in Tritona, ki pomagata trojanskim ladjam, kot je opisal Vergilij, ali Ovid ali oba, skupaj z dodatnim materialom.
V Ovidovih Metamorfozah Neptun naroči Tritonu, naj razstreli svojo školjko, da bi umiril valove, V Vergilijevi Eneidi Neptun umiri valove, nato pa nereida Kimoto in Triton izpodrineta Enejeve ladje, pri tem pa ji pomaga Neptun s trizobom. Toda nobeden od odlomkov se ne ujema natančno in umetnik je verjetno sestavil različico z uporabo drugih virov.

## Ikonografija
Kompozicija Berninijevega Neptuna in Tritona je sestavljena iz Neptuna, ki stoji nad Tritonom; Triton leži v nekakšnem čepečem položaju; dve figuri sta nameščeni na veliki pollupini, ki služi kot podnožje.
Neptun usmerja svoj trizob proti morju, medtem ko Triton piha v školjko. Školjka je bila zasnovana tako, da izliva vodo, da bi skulptura lahko služila kot vodnjak.
Drža Neptunovega položaja, zapolnitev negativnega prostora v obliki črke V z drugo figuro (Tritona), so bili za Berninija »radikalni« odmiki, saj je bilo to njegovo »prvo delo v katerega silhueta (tj. blok-oblika) je zlomljena« in njegov dosežek »polne baročne svobode«, po besedah Rudolfa Wittkowerja. Vendar pa je Wittkower tudi ocenil, da Bernini še ni dosegel dinamičnosti (»veliko obsežno gibanje, ki oživi tako Davida kot Plutona [in Daphne]«) v njegovih naslednjih delih.

### Neptun
Neptun je predstavljen kot »zrela bradata«, mišičasta figura moške avtoritete, ki zvija svoj trup, medtem ko bo trizob potisnil navzdol proti vodi. Neptun nosi plašč, sicer pa je gol. Njegovi »razmršeni lasje in brada« nakazujejo nevihto tega prizora.
Wittkower, ki se je strinjal z mnenjem, da gre za rekonstrukcijo Vergilija, je bil zadovoljen, da je bila to gesta Neptuna z »jeznim pogledom proti vodi«, ki s svojim trizobom umirja valove. John Pope-Hennessy je opozoril na napako, da Bernini ni vključil nereide, če je uprizarjal Vergilijev odlomek in kot osnovo predlagal citat iz Ovida; nato so nasprotno trdili, da je bil tudi ta Ovidov odlomek pomanjkljiv, ker ni uspel izrecno omenjati trizoba. Collier je poudaril, da je bilo nenavadno, da bi moral Neptun nositi jezen izraz, ki pomirja morje in predlagal drugačen odlomek iz Ovida, kjer je bil Neptun jezen, vendar je bilo tudi to pomanjkljivo, saj ni omenjalo trizoba.
Collier je tudi pripomnil, da če bi bil Virgilij vir, Neptun morda ne bi mahal s trizobom proti morju, temveč bi uporabil pripomoček, da bi ladje premaknil s skal, kot je navedeno v pesmi. Toda ker Berninijevo delo ni nakazalo prisotnosti ladij, se mu je ta trditev zdela nevzdržna.
Kot stransko opombo je bilo tudi opaženo, da so konci Neptunove draperije narejeni tako, da izgledajo kot delfinova glava. Predlagano je bilo, da je to poklon klasičnemu Ovidovemu pisanju, v drugem odlomku, ki omenja Neptuna in delfine (vendar ne Tritona), kot tudi splošni Ovidovi temi transformacij v Metamorfozah in drugih delih.   Barrow je na drugi strani zaznal lahkotnost v tukajšnjem umetniškem pridihu, ki je »spodbudil duh helenističnega rokokoja«.

### Triton
Triton, Neptunov sin, je postavljen pod Neptunove noge in se sune naprej, da bi razstrelil školjko. Je opazno mlajši, morda najstnik, čeprav tudi z izraženo muskulaturo. V svojo školjko trobi kot v rog, da naznani, da se približuje kralj zemlje in oceanov. Triton prime Neptunovo nogo in svojo levo ramo potisne med Neptunova stegna.
Berninijev Triton ima dvojni rep in simulira dvonožnega človeka, tako v tej skupini kipov kot v njegovem kasnejšem delu, Tritonovem vodnjaku v Rimu.

## Naturalizem
Naturalizem figur nakazuje umetnikovo namero, da pri gledalcu vzbudi takojšen čustveni odziv. Neptunovo nagubano čelo daje občutek njegove silne moči. Njegova drža je vklesana v kamen in utrjuje njegovo božansko moč. Nasprotno pa je Triton videti nekoliko podrejen, medtem ko grabi Neptunovo stegno. Njegov obraz je videti poln tesnobe, kot da ve, da bi moral ubogati vse, kar mu ukaže Neptun. Njegova plašna narava in Neptunova prevladujoča navzočnost prikazujeta resničnost človeških čustev in vračata bistvo Berninijevega načrta, da posreduje mite, ki oživijo.
Bernini je občinstvu dal priložnost, da te bogove »vidi« osebno, v gibanju. To je bil Berninijev prvi kip, ki je »… delal tam, kjer je silhueta zlomljena, kjer je dan vrhunec prehodnega dejanja in kjer se dejanje razteza preko fizičnih meja«. Bistvo kipa je gledalca soočiti z mitom ali zgodbo, da je resnična in resnična zaradi dramatične napetosti v položajih telesa in subtilnih namigov o naravnem življenju. Iz mitov, govoric in zgodb je naredil priložnost, da so resnične in od gledalca zahtevajo, da verjame v njihovo resničnost.

## Galerija
- Detajl Tritona
- (pogled spredaj)
- (pogled s strani)